# Pickbox
Пикбокс (енгл. Pickbox) компанија је која пружа услуге стримовања мултимедијалног садржаја преко интернета. Познат је због тога што је гледање садржаја доступно на кабловској и сателитској телевизији. Компанија се такође понекад и назива „домаћи Нетфликс”, због сличности садржаја и емитовања.
Услуга је доступна у Србији, Босни и Херцеговини, Словенији, Северној Македонији, Хрватској,Црној Гори и Бугарскоj део наплаћеног кабловског и сателитског садржаја.